# Карлов, Виктор Васильевич
Виктор Васильевич Карлов (07.02.1925 — 17.02.2001) — наводчик миномёта 216-го гвардейского стрелкового полка, полный кавалер ордена Славы, гвардии ефрейтор — на момент представления к награждению орденом Славы 1-й степени.

## Биография
Родился 7 февраля 1925 года в городе Екатеринослав. Член ВКП/КПСС с 1963 года. Окончил 9 классов. Работал слесарем на Днепропетровском паровозоремонтном заводе. При приближении вражеских войск к городу, вступил в народное ополчение, участвовал в боях. В районе Харькова попал в окружение, но сумел перейти линию фронта.
В 1943 году призван в Красную Армию и направлен в запасной стрелковый полк. В действующей армии с февраля 1943 года. Воевал на Донском, Юго-Западном, 3-м Украинском и 1-м Белорусском фронтах. В составе 284-й стрелковой дивизии участвовал в Сталинградской битве, боях на реке Миус, освобождении Донбасса, Запорожья, Одессы, Люблина, Лодзи, городов-крепостей Познань и Кюстрин, форсировании рек Днепр, Западный Буг, Вислы и Одера, штурме Берлина.
Снайпер 216-го гвардейского стрелкового полка гвардии ефрейтор Карлов 14 января 1945 года при прорыве обороны противника на левом берегу реки Висла близ населённого пункта Цецилювка в числе первых ворвался в траншею противника, из личного оружия истребил восемь солдат, двоих взял в плен.
Приказом командира 79-й гвардейской стрелковой дивизии от 12 февраля 1945 года за мужество, проявленное в боях с врагом, гвардии ефрейтор Карлов награждён орденом Славы 3-й степени.
7 февраля 1945 года Карлов в боях за расширение плацдарма на левом берегу реки Одер у населённого пункта Гёритц при отражении контратаки противника, выдвигаясь на наиболее опасные участки, из снайперской винтовки истребил тринадцать противников и двух снайперов. К этому времени на его счету было 34 уничтоженных солдат и офицеров.
Приказом по 8-й гвардейской армии от 31 марта 1945 года гвардии ефрейтор Карлов награждён орденом Славы 2-й степени.
В период боёв на подступах к Берлину ефрейтор Карлов был назначен наводчиком 120-миллиметрового миномёта вместо выбывшего из строя. 16-20 апреля 1945 года в составе расчёта миномётным огнём он поразил две автомашины, три пулемёта, подавил пять огневых точек, вывел из строя 25 вражеских солдат.
Указом Президиума Верховного Совета СССР от 15 мая 1946 года за мужество, отвагу и героизм, проявленные в борьбе с захватчиками, гвардии ефрейтор Карлов Виктор Васильевич награждён орденом Славы 1-й степени.
В 1950 году старшина Карлов демобилизован. Вернулся в родной город. Работал шлифовщиком на агрегатном заводе.
Награждён орденами Октябрьской Революции, Отечественной войны 1-й степени, Славы 1-й, 2-й и 3-й степени, медалями.